# طوطی‌نوک سرحنایی
طوطی‌نوک سرحنایی (نام علمی: Paradoxornis bakeri) نام یک گونه از تیره سسکیان است.